# 152-мм гаубица образца 1910/37 годов

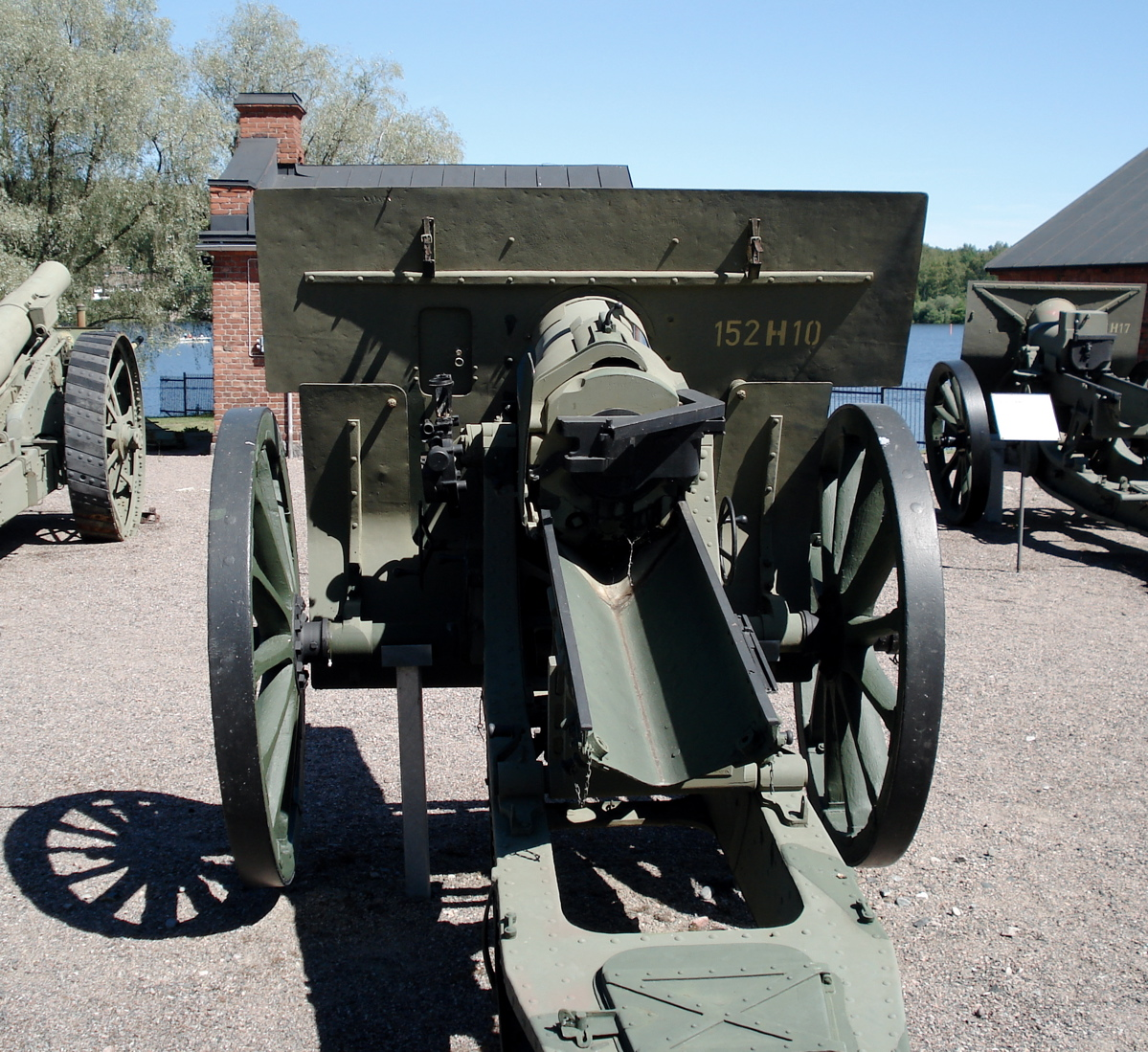
152-мм гаубица обр. 1910 г. в музее г. Хямеэнлинна, Финляндия

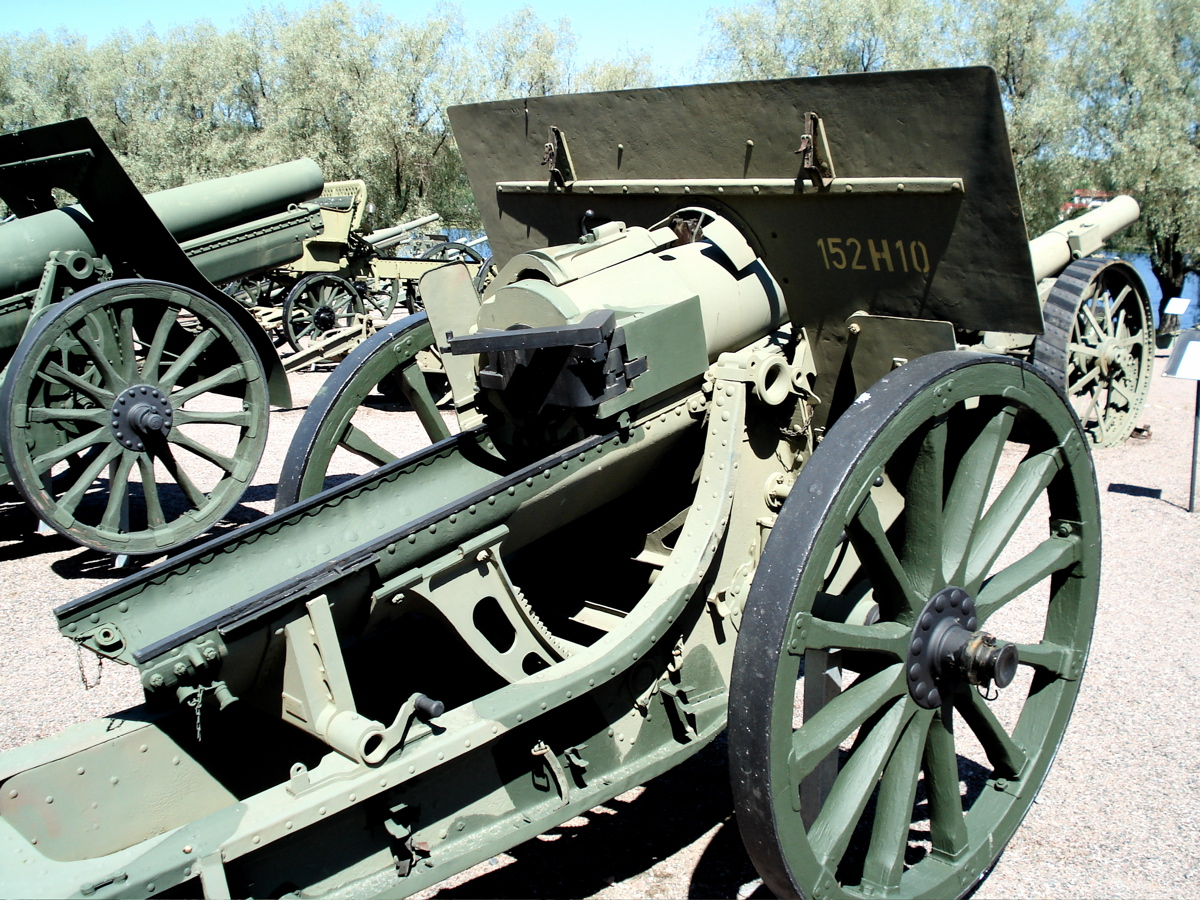
152-мм гаубица обр. 1910 г. в музее г. Хямеэнлинна, Финляндия

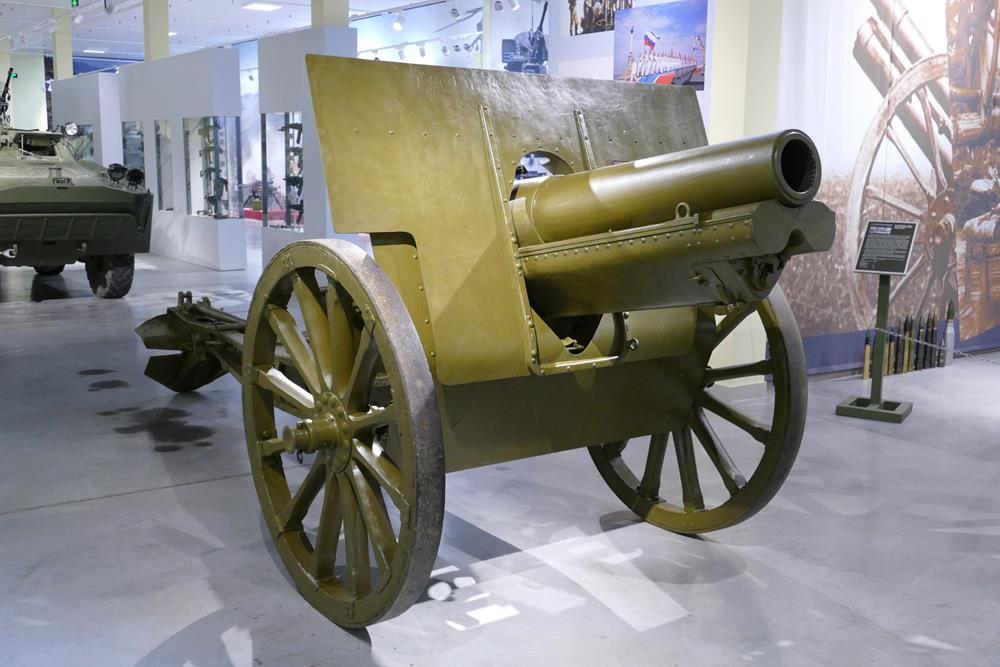
152-мм гаубица обр. 1910 г. в Музее отечественной военной истории в д. Падиково Истринского района Московской области

152-мм гаубица образца 1910/37 годов — советская гаубица периода Второй мировой войны. Это орудие, являвшееся модернизацией гаубицы периода Первой мировой войны, участвовало в Великой Отечественной войне.

## Описание конструкции
Орудие представляло собой не очень значительную модернизацию 152-мм полевой гаубицы обр. 1910 года, доставшейся РККА в наследство от царской армии. Данное орудие было разработано французской фирмой Шнейдера, принято на вооружение русской армией и выпускалось небольшой серией на Путиловском и Пермском заводах в 1911—1927 годах, всего было выпущено 348 гаубиц. В результате понесённых в Первую мировую и Гражданскую войну потерь, а также износа орудий, их количество в армии сокращалось, и к 1 ноября 1936 года в РККА имелась только 101 такая гаубица, в том числе 5 учебных.
152-мм гаубица обр. 1910/37 гг. по своей конструкции являлась классическим орудием периода Первой мировой войны. Короткий (12 калибров) ствол помещался на однобрусном лафете, что сильно уменьшало углы горизонтальной наводки орудия. Противооткатные устройства смонтированы в салазках, откатывающихся вместе со стволом при выстреле. Компрессор гидравлический, веретённого типа. Накатник пневматический. Подъёмный механизм имел два зубчатых сектора, прикреплённых к люльке. Затвор эксцентрический. Колёса деревянные, подрессоривание отсутствовало (часть орудий имели металлические колёса с грузошинами). Орудие перемещалось главным образом конной тягой (восьмёрка лошадей), для чего имелся передок. Снаряды и заряды перевозились отдельно в специальных зарядных ящиках шестёркой лошадей, на каждую гаубицу полагалось три зарядных ящика, в каждом из которых находилось 22 снаряда и 24 заряда.

## История создания
Работы по модернизации орудия начались в 1936 году, их целью было обеспечить унификацию зарядов (и гильз) орудия с модернизированной 152-мм гаубицей обр. 1909/30 гг. (что давало существенную экономию при эксплуатации орудия), а также обеспечить возможность стрельбы новым осколочно-фугасным снарядом ОФ-530 и несколько увеличить дальность стрельбы. При этом ставилась задача по возможности минимизировать работы по переделке, поскольку небольшое количество имеющихся орудий делало существенную модернизацию нецелесообразной. В итоге было решено ограничиться расточкой каморы, в лафет орудия никаких изменений не вносилось. На стволах модернизированных орудий была выбита надпись «удлинённая камора». У некоторых орудий штатные деревянные колёса заменялись на металлические с резиновой грузошиной, что позволило увеличить скорость возки до 18 км/ч. Внешний вид гаубиц, кроме установленных на металлических колёсах, не отличался от исходной, немодернизированной гаубицы.
Модернизированное орудие было принято на вооружение под официальным наименованием «152-мм гаубица обр. 1910/37 гг.».

## Производство
Новых орудий не производилось, осуществлялась только переделка имеющихся гаубиц обр. 1910 г. Точное количество модернизированных орудий не известно, но их количество было не менее 99. К 1941 году не прошедших модернизацию гаубиц обр. 1910 г. в войсках не было.

## Организационно-штатная структура
По штату 1939 года, в стрелковой дивизии имелся гаубичный полк с дивизионом 152-мм гаубиц (12 шт.). В июле 1941 года гаубичный полк из состава дивизии был исключён. Также дивизион 152-мм гаубиц имелся в моторизованной дивизии и танковой дивизии, также до лета 1941 года. В корпусной артиллерии в 1941 году 152-мм гаубиц по штату не было (их заменяли гаубицы-пушки МЛ-20). С конца 1943, при восстановлении корпусного звена, в состав корпусной артиллерии был включён артиллерийский полк пятибатарейного состава (20 орудий), в состав которого, наряду с другими орудиями, входили и 152-мм гаубицы. К 1 июня 1944 года корпусная артиллерия насчитывала 192 152-мм гаубицы.
В составе артиллерии РВГК в течение всей войны были гаубичные полки (48 гаубиц) и с 1943 года тяжёлые гаубичные бригады (32 гаубицы). Полки и бригады могли объединяться в артиллерийские дивизии.

## Служба и боевое применение
На 1 января 1941 года на балансе ГАУ КА состояло 99 гаубиц, из них 4 требовали текущего ремонта и 32 заводского. 
На 22 июня 1941 года в СКВО находились 65 орудий.
Орудие участвовало в Великой Отечественной войне, однако, по причине немногочисленности, никаких деталей применения обнаружить не удалось. В отличие от многих других советских орудий, данная система не захватывалась финской армией в качестве трофея. В германской армии это трофейное орудие носило обозначение 15,2 cm sFH 446(r).

## Оценка проекта
Модернизация орудия носила минимальный характер и преследовала главным образом экономические цели, кроме того, почти на километр увеличилась максимальная дальность стрельбы. Основные недостатки орудия, свойственные всем системам, созданным до конца 1920-х годов, остались не устранёнными. Это, в первую очередь, очень невысокая дальность стрельбы (8,8 км; для сравнения, немецкая лёгкая 105-мм гаубица le.F.H.18 имела максимальную дальность стрельбы 10,7 км), очень ограниченный угол горизонтального наведения (что, в сочетании с небольшой скоростью наведения, практически исключало использование орудия для стрельбы прямой наводкой по танкам) и очень невысокая скорость буксировки. К концу 1930-х годов эта артиллерийская система безусловно устарела. В то же время, у неё были и свои плюсы — гаубица была очень лёгкой для своего калибра (например, значительно более совершенная 122-мм дивизионная гаубица М-30, при существенно более лёгком и менее мощном снаряде весила на 200—400 кг больше. Сравнительно небольшой вес гаубицы 152-мм образца 1910/37 (как и схожей с ней по характеристикам 152-мм гаубицей образца 1909/30 годов) позволял достаточно успешно эксплуатировать её на дивизионном уровне, так как относительная легкость делала гаубицу независимой от механической тяги, в которой Красная армия до массового поступления соответствующей техники по Ленд-лизу испытывала большой дефицит. В целом орудие отличалось прочностью, простотой и лёгкостью в эксплуатации, и при умелом использовании могло действовать весьма эффективно.

## Характеристики и свойства боеприпасов

Основные 152,4-мм гаубичные снаряды: 1 — осколочно-фугасная стальная граната 53-ОФ-530, 2 — осколочная граната сталистого чугуна 53-О-530, 3 — бетонобойный снаряд 53-Г-530

Орудие могло стрелять всем ассортиментом 152-мм гаубичных снарядов, кроме морского полубронебойного. Использовались гильза и заряды от 152-мм гаубицы обр. 1909/30 гг., кроме полного (всего 4 заряда). При стрельбе 4 зарядом не взводились взрыватели старых снарядов (старые русские гранаты 53-Ф-533 и другие), поэтому этими снарядами на 4 заряде стрелять было запрещено.
При установке взрывателя осколочно-фугасной гаубичной гранаты 53-ОФ-530 на осколочное действие её осколки разлетаются на площади 2100 м²: 70 м по фронту и до 30 м в глубину. Если взрыватель установлен на фугасное действие, то при взрыве гранаты в грунте средней плотности образуется воронка диаметром 3,5 м и глубиной около 1,2 м.
| Номенклатура боеприпасов                                                                  |                      |                 |                    |                         |                        |
| Тип                                                                                       | Индекс ГАУ           | Вес снаряда, кг | Вес ВВ, кг         | Начальная скорость, м/с | Дальность табличная, м |
| Бетонобойные снаряды                                                                      |                      |                 |                    |                         |                        |
| Бетонобойный дальнобойный гаубичный (с индексом Ш — снаряжён тротилом методом шнекования) | 53-Г-530 (53-Г-530Ш) | 40,0            | 5,1                | ?                       | ?                      |
| Осколочно-фугасные снаряды                                                                |                      |                 |                    |                         |                        |
| Стальная дальнобойная граната                                                             | 53-ОФ-530            | 40,0            | 5,47—6,86          | 344                     | 8850                   |
| Сталистого чугуна осколочная дальнобойная граната                                         | 53-О-530А            | 40,0            | 5,66               | ?                       | ?                      |
| Старая граната                                                                            | 53-Ф-533             | 40,41           | 8,0                | 322                     | 7290                   |
| Старая граната                                                                            | 53-Ф-533К            | 40,68           | 7,3                | 322                     | 7290                   |
| Старая граната                                                                            | 53-Ф-533Н            | 41,0            | 7,3                | 322                     | 7290                   |
| Старая граната                                                                            | 53-Ф-533У            | 40,8            | 8,8                | 322                     | 7290                   |
| Сталистого чугуна старая французская граната                                              | 53-Ф-534Ф            | 41,1            | 3,9                | 322                     | 7290                   |
| Граната от 152-мм мортиры обр. 1931 г.                                                    | 53-Ф-521             | 41,7            | 7,7                | ?                       | ?                      |
| Стальная английская граната для 152-мм гаубицы Виккерса                                   | 53-Ф-531             | 44,91           | 5,7                | ?                       | ?                      |
| Шрапнель                                                                                  |                      |                 |                    |                         |                        |
| Шрапнель с трубкой 45 сек.                                                                | 53-Ш-501             | 41,16—41,83     | 0,5 (680—690 пуль) | ?                       | ?                      |
| Шрапнель с трубкой Т-6                                                                    | 53-Ш-501Т            | 41,16           | 0,5 (680—690 пуль) | ?                       | ?                      |
| Осветительные снаряды                                                                     |                      |                 |                    |                         |                        |
| Осветительный парашютный, время горения 40 сек.                                           | 3С1                  | 40,2            | ?                  | ?                       | ?                      |
| Химические снаряды                                                                        |                      |                 |                    |                         |                        |
| Химический гаубичный                                                                      | 53-ОХ-530            | 38,8            | ?                  | 340                     | 8796                   |
| Химический гаубичный                                                                      | 53-ХН-530            | 39,1            | ?                  | 344                     | 8833                   |